# Mercedes-Benz T80
Ne pas confondre avec le char d'assaut T-80.
 (mai 2023).
Chronologie des modèles (1938 - 1939)
Mercedes-Benz W125 Rekordwagen Aucun
La Mercedes-Benz T80 est un véhicule pour records de vitesse construit par Mercedes-Benz et développé en collaboration avec Ferdinand Porsche en 1939.
La T80 était destinée à briser le record mondial de vitesse sur terre, mais cela n'a jamais été tenté à cause du déclenchement de la Seconde Guerre mondiale. La vitesse de 650 km/h aurait probablement été atteinte par le pilote Hans Stuck sur une section droite de l'autoroute allemande reliant Halle à Dessau si la Seconde Guerre mondiale n'avait pas éclaté.
La voiture est maintenant exposée au musée Mercedes-Benz de Stuttgart.

## Historique
Le pilote de course allemand à succès Hans Stuck, 36 ans, dont l'étoile tend à pâlir face à la concurrence de jeunes coureurs émergents au sein de l'équipe de course Auto Union comme Bernd Rosemeyer, envisageait d'amener le record du monde de vitesse pour véhicules terrestres en Allemagne. Pour son projet, il a reçu le soutien du chef du bureau des achats du ministère de l'Aviation du Reich, Ernst Udet, entre autres. Udet a finalement promis verbalement de produire deux moteurs d'avion DB 601 de Daimler-Benz pour la voiture record. Stuck se tourna ensuite vers Wilhelm Kissel, membre du conseil d'administration de Daimler-Benz AG, en août 1936. Le 13 octobre 1936, il écrit au conseil d'administration de Daimler-Benz :
« Mein Lebenswunsch ist es, der schnellste Mann der Welt zu werden. Ich werde dafür auch jedes Opfer und jede Leistung aufbringen. »
(en français : « Mon vœu le plus cher est d'être l'homme le plus rapide du monde. Je ferai tous les sacrifices et m'investirai sans réserve pour y parvenir. »)
- Hans Stuck.
Après de longues délibérations au sein de Daimler-Benz AG, le contrat pour la construction de la voiture record a été attribué au bureau d'ingénierie de l'ancien designer en chef de Daimler, Ferdinand Porsche. À partir de 1938, le développement de la Mercedes-Benz T 80, la voiture record, bat son plein. La carrosserie, conçue par l'avionneur Ernst Heinrich Heinkel et testée sur des modèles réduits en soufflerie, a atteint les propriétés souhaitées. Le 12 octobre 1939, le premier essai du véhicule sur dynamomètre est effectué.

## Caractéristiques

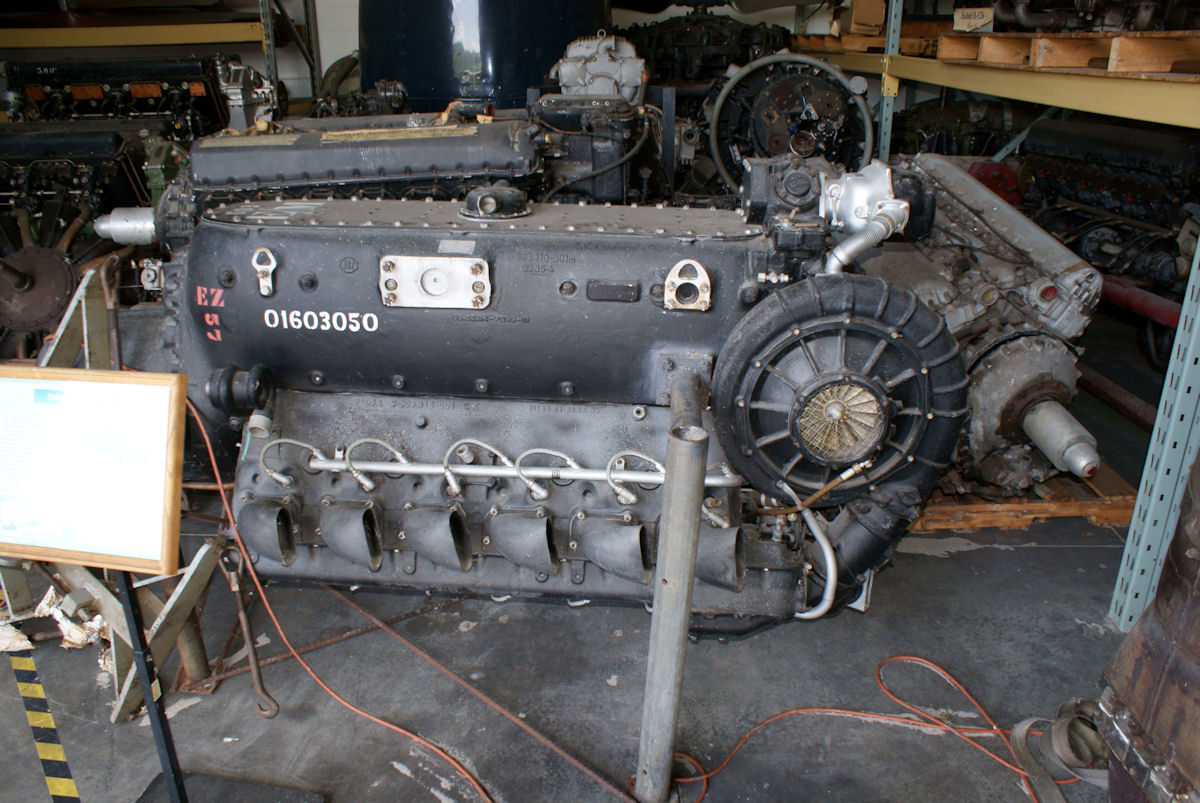
Moteur Daimler-Benz DB 603.

### Dimensions
| Longueur     | 8 240 mm            |
| Largeur      | 3 200 mm            |
| Hauteur      | 1 270 mm            |
| Empattement  | 3 550 mm            |
| Voies AV/AR  | 1 320 mm / 1 180 mm |
| Poids à vide | 2 896 kg            |
| Cx           | 0,18                |

### Carburant
Le moteur utilise un mélange spécial d'alcool méthylique (63 %), de benzène (16 %), d'éthanol (12 %), d'acétone (4,4 %), de nitrobenzène (2,2 %), d’Avgas (2 %) et d’éther (0,4 %).

### Motorisation
Le moteur était initialement prévu pour être un moteur d'avion DB 601 de Daimler-Benz, qui était déjà utilisé pour les avions records Messerschmitt Me 109 R et Heinkel He 100 V 2. Plus tard, la T80 était équipée d'un moteur d'avion de douze cylindres en V inversé, utilisant du carburant spécifique : le DB 603 de Daimler-Benz avec 3 000 ch (environ 2 200 kW) et une cylindrée de 44,5 litres, qui, avec des performances accrues, pouvait atteindre jusqu'à 3 500 ch (environ 2 600 kW) et devait être installé suspendu comme dans un avion. Ce moteur a été utilisé sur les avions de chasse pendant la guerre tels les Dornier Do 335 ou les Focke-Wulf Ta 152, mais également sur les bimoteurs Messerschmitt Me 410 et Heinkel He 219 ou même les bombardiers lourds quadrimoteurs comme le Heinkel He 274.
| Modèle | Construction | Moteur + Nom               | Cylindrée            | Performance                        | Couple | 0 à 100 km/h | Vitesse maxi | Consommation + CO2 |
| ------ | ------------ | -------------------------- | -------------------- | ---------------------------------- | ------ | ------------ | ------------ | ------------------ |
| T80    | 1939         | 12 cylindres en V DB 603 N | 44 520 cm3 (44,52 L) | 2 600 kW (3 000 ch) à 3 000 tr/min |        |              | 650 km/h*    |                    |

* = vitesse prévu

### Construction
La T 80 avait trois essieux. L'essieu avant était utilisé pour la direction, les deux essieux arrière pour la transmission. Le conducteur était assis dans le tiers avant, le moteur était au milieu et la boîte de vitesses (un rapport fixe) était installée à l'arrière. Des pneus spéciaux de Continental AG d'un diamètre de 1 160 mm devaient être utilisés, qui avaient déjà résisté sans dommage à des vitesses de 700 km/h lors des essais au banc.
La forme de la carrosserie a été influencée par l'aérodynamicien Reinhard von Koenig-Fachsenfeld. Pour réduire le patinage des roues, la voiture disposait d'un dispositif spécial qui pouvait limiter l'alimentation en carburant du moteur si les roues avant et arrière avaient des vitesses différentes.

## Planification des courses de record
Les parcours d'essai habituels pour un tel record se trouvaient à l'époque dans les désert de sel des États-Unis (en particulier dans les marais salants de Bonneville dans l'Utah), mais il était toutefois hors de question d'y aller pour des raisons de prestige; le record devait être établi en Allemagne.
Le record était finalement prévu pour 1940 sur le circuit de Dessau, où la voiture était censée atteindre des vitesses allant jusqu'à 600 km/h. Une partie importante de cet itinéraire était une section droite d'environ 10 km de long de la Reichsautobahn entre Dessau et Halle, où la bande médiane n'était pas structurellement séparée et où les ponts n'avaient pas de piliers centraux. Aujourd'hui, le tronçon fait partie de l'autoroute A9. Hans Stuck était censé être le pilote, mais Daimler-Benz AG envisageait d'utiliser son propre pilote d'usine, Rudolf Caracciola. Cependant, le déclenchement de la Seconde Guerre mondiale le 1er septembre 1939 a empêché la réalisation prévu du record.

## Situation actuelle
Le véhicule est actuellement exposé au musée Mercedes-Benz à Stuttgart. Beaucoup de gens au cours des décennies ont fait pression sur Mercedes-Benz pour que la T80 soit restaurée et testée afin de savoir si elle aurait été en mesure d'atteindre 650 km/h. Cependant, il serait difficile aujourd'hui de réaliser l'exploit puisque le moteur n'est plus dans le véhicule. En effet, il a été utilisé comme moteur de secours pour un avion de l'armée allemande durant la Seconde Guerre mondiale.

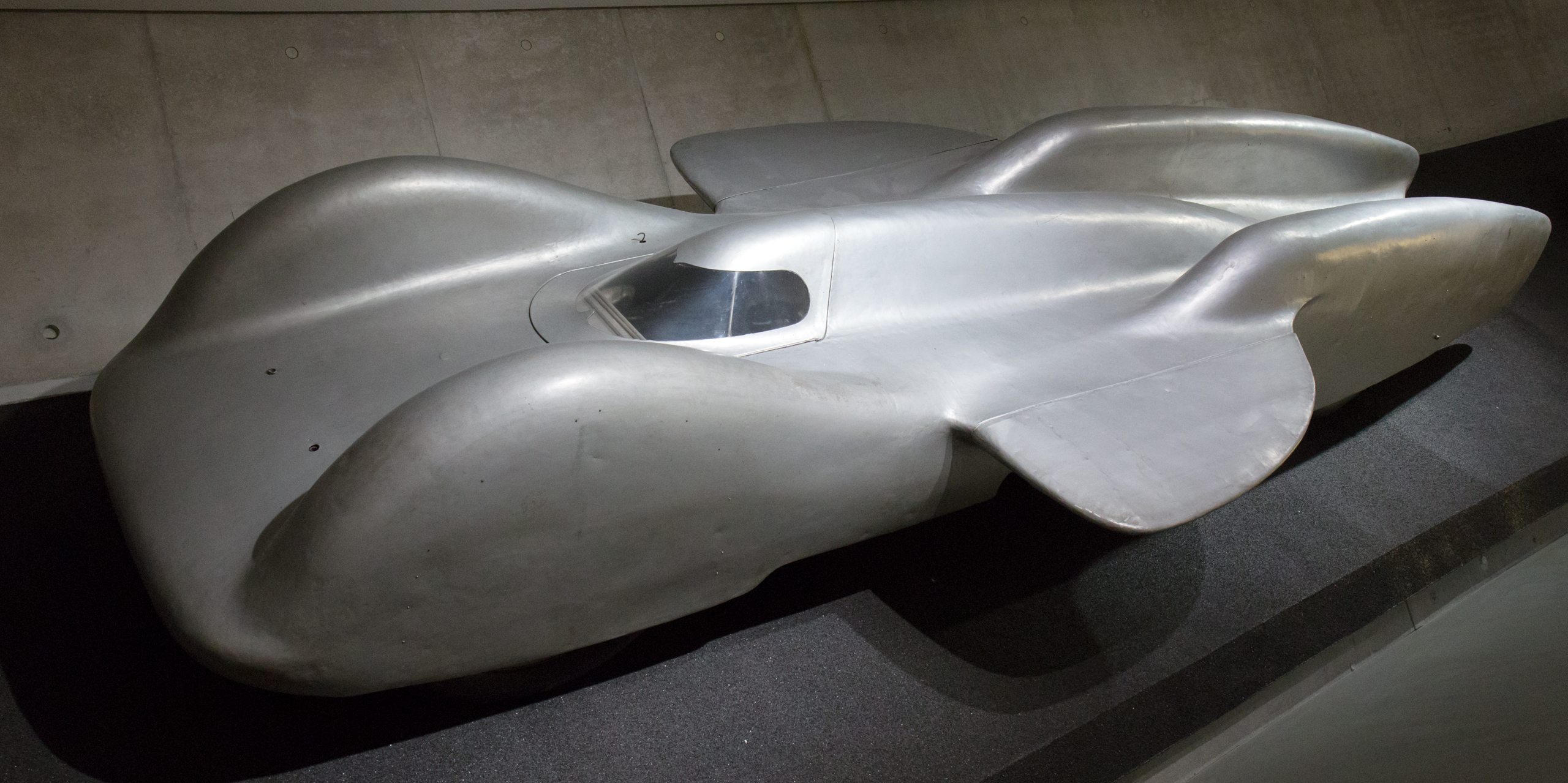
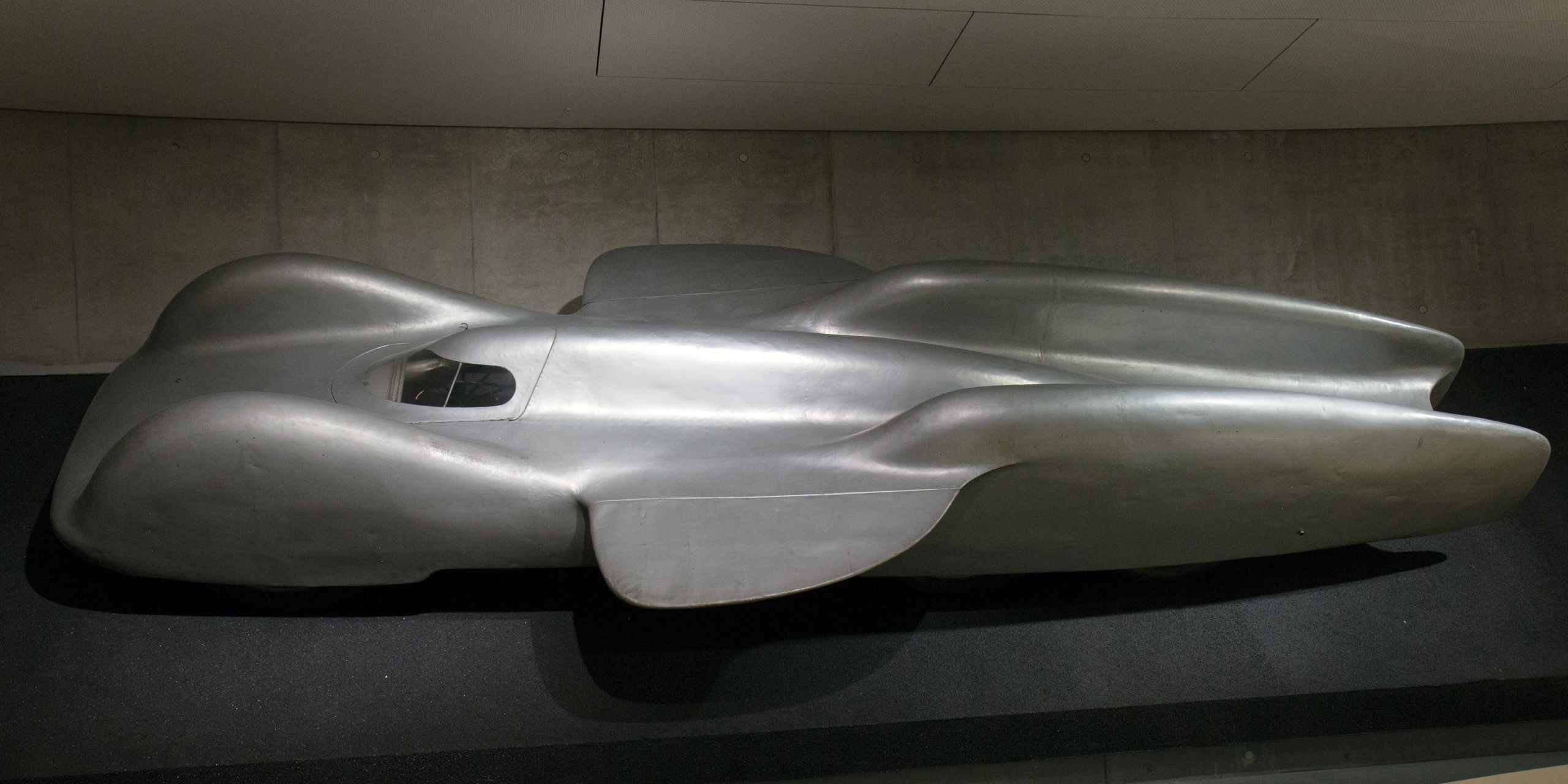
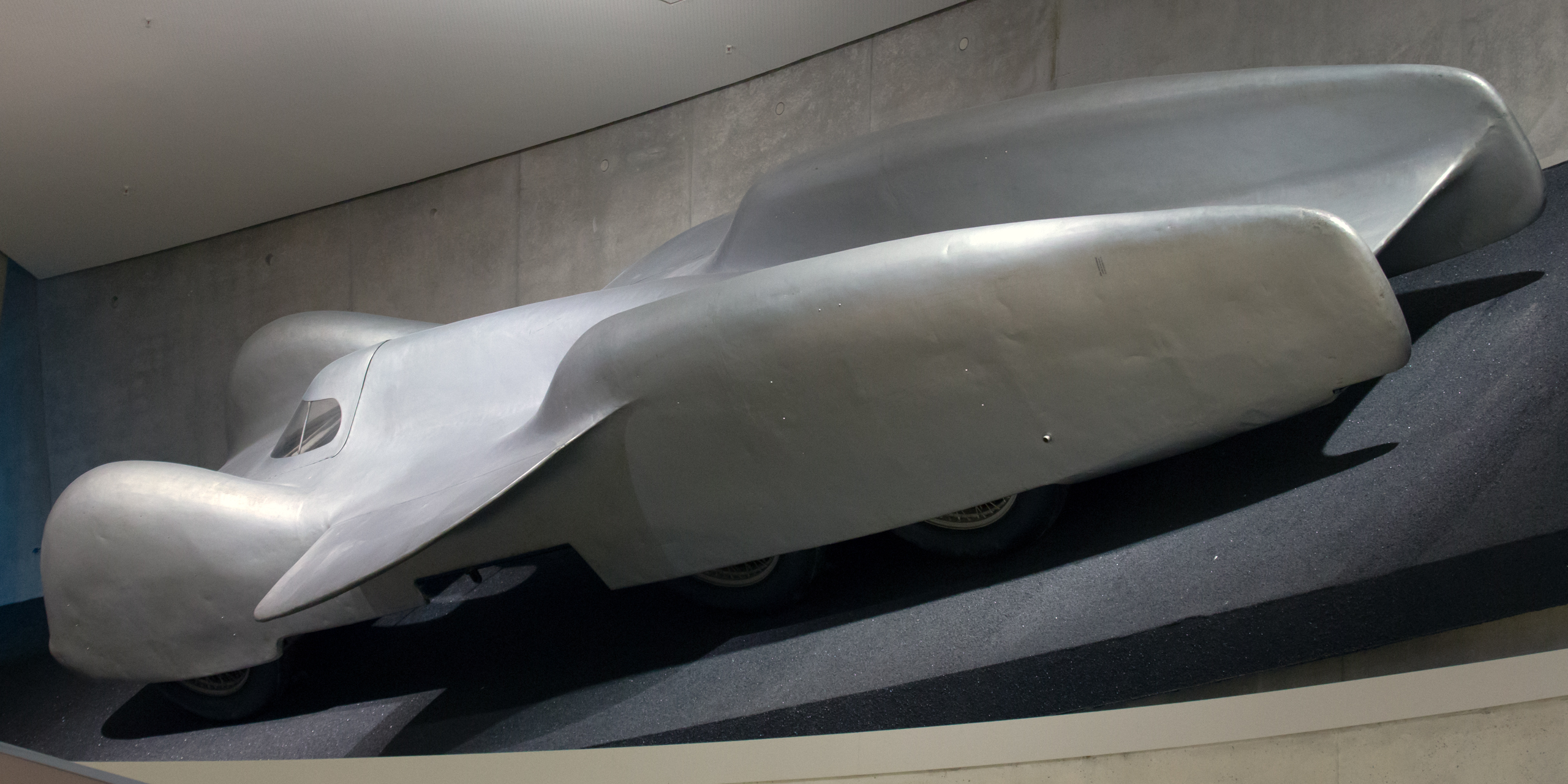

### Sources
- Mercedes T80 (1939) sur lautomobileancienne.com (le 18 septembre 2015).
- Mercedes-Benz T80 – The Record Car That Never Was sur autoevolution.com (le 23 octobre 2010).
- Mercedes-Benz T80 (Type 80) LSR Car sur oldmachinepress.com.